# Швайкерсхаузен
Швайкерсхаузен (нем. Schweickershausen) — община в Германии, в земле Тюрингия. 
Входит в состав района Хильдбургхаузен. Подчиняется управлению Хельдбургер Унтерланд.  Население составляет 151 человек (на 31 декабря 2010 года). Занимает площадь 9,75 км².